# Cantó de Sainte-Marie
El cantó de Sainte-Marie és un cantó de l'illa de la Reunió, regió d'ultramar francesa de l'oceà Índic. Correspon a la comuna de Sainte-Marie.

## Història
| Data d'elecció | Identitat            | Partit |
| -------------- | -------------------- | ------ |
| 2004 -         | Jean-Louis Lagourgue |        |